# Pedro Araya Toro
Pedro Araya Toro (23 de gener de 1942) és un exfutbolista xilè que va formar part de l'equip xilè a la Copa del Món de 1966.